# Globos de Ouro 2019

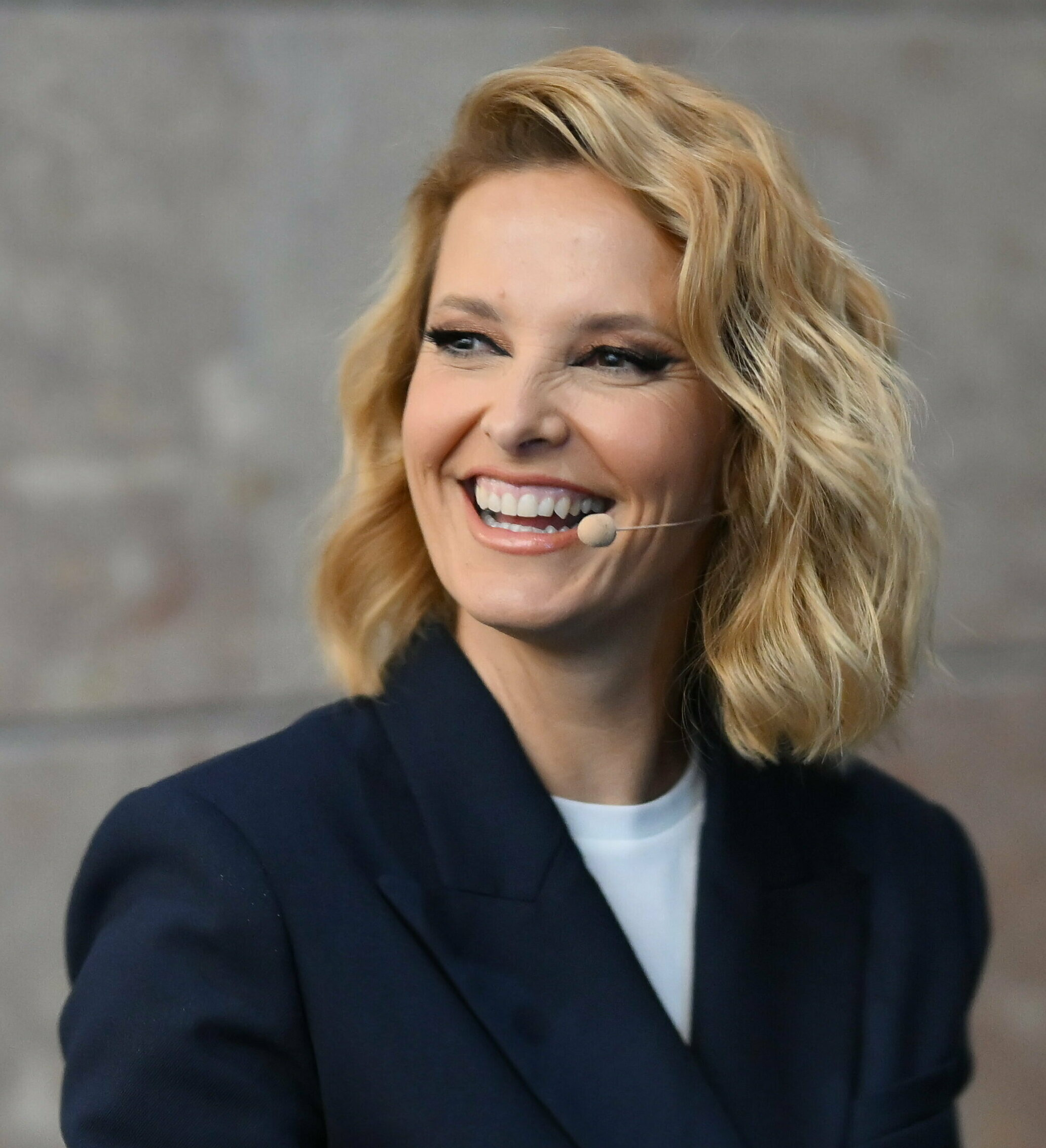
Cristina Ferreira

Die 24. Verleihung des Globo de Ouro fand am 29. September 2019 im Coliseu dos Recreios in Lissabon statt. Der Gala-Abend wurde von Cristina Ferreira moderiert und vom mitveranstaltenden Fernsehsender SIC übertragen.
Den Globo de Ouro im Jahr 2019, für Leistungen im Jahr 2018, erhielten folgende Persönlichkeiten:

## Auszeichnungen nach Kategorien

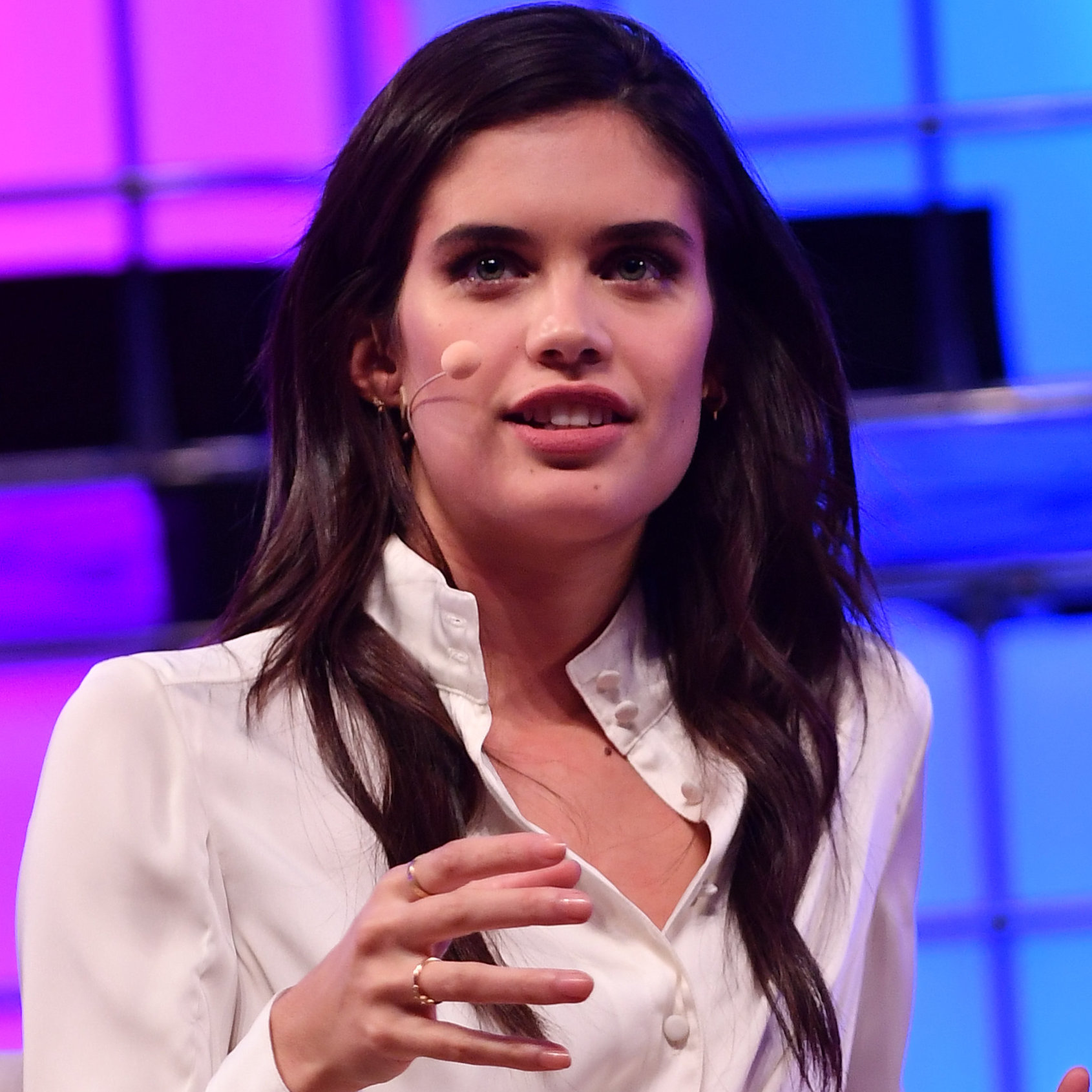
Sara Sampaio

### Kino
- Beste Schauspielerin: Isabel Ruth
- Bester Schauspieler: Carloto Cotta
- Bester Film: Raiva von Sérgio Tréfaut

### Mode
- Persönlichkeit des Jahres: Sara Sampaio

### Entdeckung des Jahres
- João Félix

### Musik
- Bestes Konzert: Mariza
- Bester Interpret: Capitão Fausto
- Bestes Lied: A Vida Toda – Carolina Deslandes

### Humor
- Persönlichkeit des Jahres: Ricardo Araújo Pereira

### Journalismus
- Persönlichkeit des Jahres: Conceição Lino

### Digitales
- Mariana Cabral (Bumba na Fofinha) (Bloggerin)

### Theater
- Beste Schauspielerin: Luísa Cruz
- Bester Schauspieler: Paulo Pinto
- Beste Aufführung:  Tio Vânia (Inszenierung von Bruno Branco)

### Unterhaltung
- Persönlichkeit des Jahres: Cristina Ferreira

### Sport
- Persönlichkeit des Jahres: Cristiano Ronaldo

### Lebenswerk
- Maria do Céu Guerra